# Mark Sampson

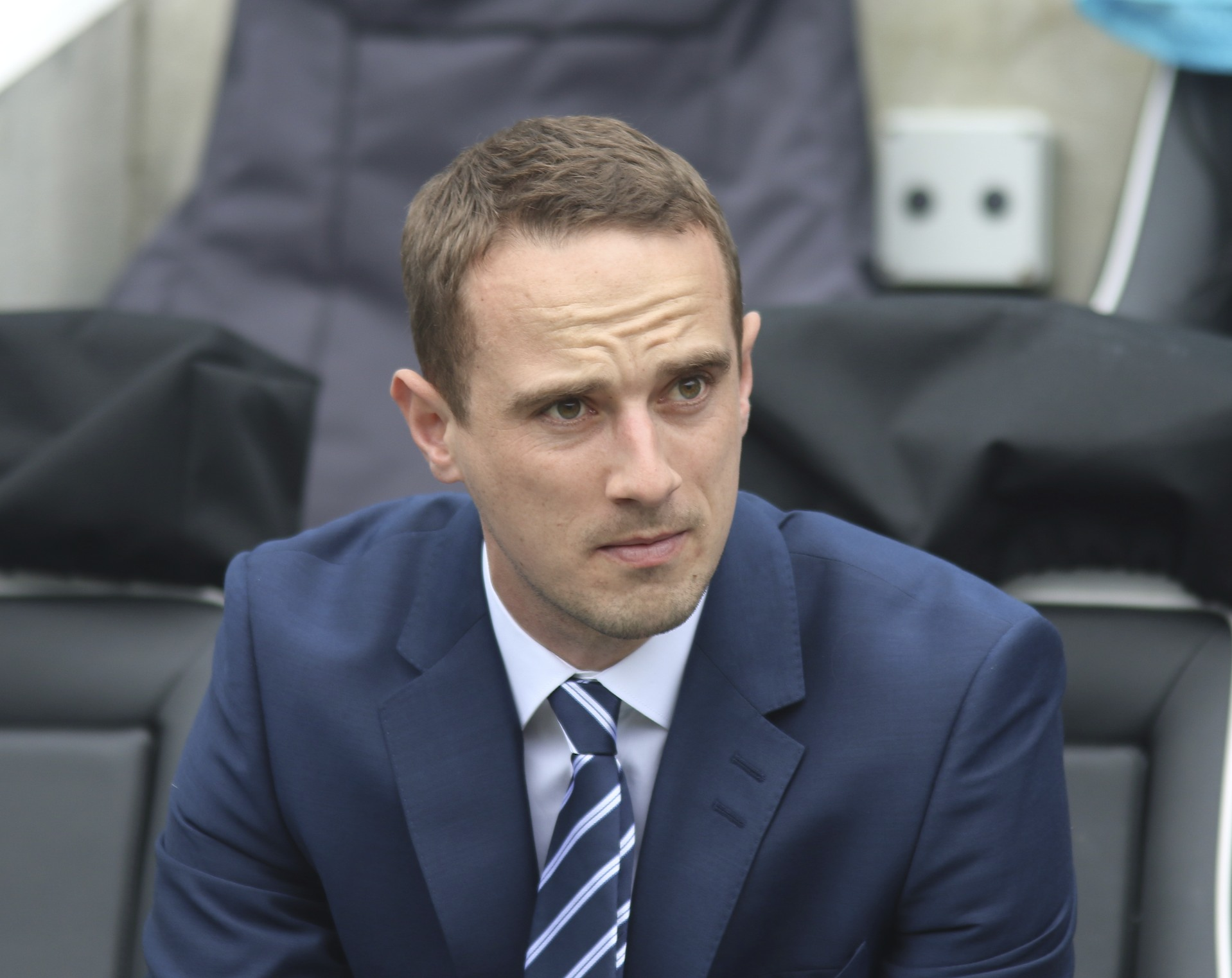
Mark Sampson

Mark Sampson (né le 18 octobre 1982) est un entraîneur gallois de football. 
De 2013 jusqu'à 2017, il est l'entraîneur de l'équipe d'Angleterre de football féminin.

## Carrière
- 2008-2011 :  Taff's Well AFC
- 2009-2013 :  Bristol Academy WFC
- 2013-2017 :  Angleterre (féminines)